# Авре
Авре (фр. Avrée) је насеље и општина у источном делу централне Француске у региону Бургоња, у департману Нијевр која припада префектури Шато Шенон (град).
По подацима из 2011. године у општини је живело 94 становника, а густина насељености је износила 7,21 становника/km². Општина се простире на површини од 13,03 km². Налази се на средњој надморској висини од 310 метара (максималној 346 m, а минималној 234 m).

## Демографија
| 1962. | 1968. | 1975. | 1982. | 1990. | 1999. | 2011. |
| ----- | ----- | ----- | ----- | ----- | ----- | ----- |
| 96    | 141   | 108   | 119   | 93    | 99    | 94    |

График промене броја становника у току последњих година